# Needled 24/7
'Needled 24/7' es la canción que abre el disco Hate Crew Deathroll de la banda finlandesa de Death metal melódico Children Of Bodom. En esta canción se aprecia la diferencia en cuanto al estilo con respecto a los anteriores lanzamientos, por ser más rápida y de sonido más endurecido y menos influenciada por el power metal. A pesar de ello no deja de ser melódica. Es una de las pistas con mayor éxito del álbum y de la banda en general. Tanto la letra como la música ha sido compuesta por el principal guitarrista y vocalista Alexi Laiho.
Cabe destacar la importancia de los teclados en esta canción. Al final de la misma hay una parte hablada que dice Death? What do ya'll know about death?, sacada de la película Platoon.
En principio fue creado un vídeo para Needled 24/7 pero que acabó sin salir por problemas a la hora de su lanzamiento. En su lugar se lanzó el vídeo de Sixpounder como único de Hate Crew Deathroll. Aun así, el videoclip de Needled 24/7 puede ser visto en algunos documentales de música como Metal: A Headbanger's Journey o en YouTube.

## Créditos
- Alexi Laiho - Voces/Guitarra líder
- Alexander Kuoppala - Guitarra rítmica
- Janne Wirman - Teclados
- Henkka Seppälä - Bajo
- Jaska Raatikainen - Batería